# Populus ×jackii
Populus ×jackii is een hybride uit de wilgenfamilie (Salicaceae). Het betreft een kruising tussen de Ontariopopulier (P. balsamifera) en de Amerikaanse zwarte populier (P. deltoides). Charles Sprague Sargent vernoemde deze kruising naar John George Jack, een Amerikaanse dendroloog, leraar en plantenontdekker. Net als andere balsempopulieren heeft ook deze kruising naar balsem geurende knoppen. Hier dankt de soort de Engelse naam balm-of-Gilead aan. 

## Beschrijving
P. ×jackii is een loofboom die in een snel tempo groeit tot een hoogte van 30 m en een kroonbreedte van 12 m. De boom is tweehuizig dat wil zeggen dat een boom of vrouwelijke of mannelijke bloemen heeft. De bloemen in de vorm van katjes verschijnen in april. Na bestuiving door de wind rijpen de zaden in mei. Als een hybride is de boom niet soortvast; het kan makkelijk hybridiseren met andere populieren in het gebied.
De bladknoppen zijn bedekt met een harsachtig sap met een sterke, aangename balsemgeur die het meest duidelijk is naarmate de bladeren zich in de lente ontvouwen. 
P. ×jackii groeit op lichte (zanderige), medium (leemachtige) en zware (klei) bodems en geeft de voorkeur aan goed doorlatende grond. Geschikte pH: zure, neutrale en basische (alkalische) bodems. Het kan niet in de schaduw groeien. Het geeft de voorkeur aan vochtige grond.

## Gebruik
Voor commerciële doeleinden worden de knoppen verzameld voordat ze uitlopen. Ze kunnen worden gesneden voor potpourri of worden gebruikt in de kruidengeneeskunde. Net als andere populieren, bevat Populus ×jackii waarschijnlijk salicine in zijn schors. In de traditionele kruidenbehandeling wordt dit o.a. gebruikt als antisepticum en diureticum. Het hout is zacht, tamelijk wollig van structuur, mist de balsemgeur en is het relatief weinig ontvlambaar.
Een veel in tuinen toegepaste variant is de bontbladige Populus ×jackii 'Aurora'.

## Balm of Gilead
De boom is in het Engels vernoemd naar de Balsem van Gilead. Deze balsem wordt in het Oude testament genoemd in o.a. (Jeremia. 8:22, Is er geen balsem in Gilead? Is er geen heelmeester aldaar? Want waarom is de gezondheid der dochter mijns volks niet gerezen?). Hoewel dit schrift zich richt op de spirituele gezondheid, verwijst het ook naar de balsem die in de regio van Gilead op de oostoever van de Jordaan werd geproduceerd. De boom of struik waar deze balsem oorspronkelijk van afkomstig is, is niet verwant met de populieren. Waarschijnlijk betrof het Commiphora gileadensis of een soort van het geslacht Pistacia.
... ·  
P. ×acuminata · 
P. adenopoda · 
P. afghanica · 
P. alba (Witte abeel) · 
P. angustifolia (Smalbladige populier) · 
P. balsamifera (Ontariopopulier) · 
P. ×berolinensis (Siberische balsempopulier) · 
P. ×canadensis (Canadapopulier) · 
P. candicans · 
P. ×canescens (Grauwe abeel) · 
P. cathayana · 
P. davidiana · 
P. deltoides (Amerikaanse populier) · 
P. euphratica · 
P. fremontii · 
P.  grandidentata (Grofgetande populier) · 
P. guzmanantlensis ·  
P. heterophylla (Hartbladige populier) · 
P. ilicifolia · 
P. ×interamericana (Zwarte balsemhybride) · 
P. ×jackii · 
P. koreana · 
P.  lasiocarpa (Ruwe populier) · 
P. laurifolia (Laurierpopulier) · 
P. maximowiczii (Koreaanse balsempopulier) · 
P. mexicana · 
P. nigra (Zwarte populier) · 
P. nigra var. italica (Italiaanse populier) · 
P. rotundifolia · 
P. sieboldii · 
P. simonii (Chinese balsempopulier) · 
P. suaveolens · 
P. szechuanica · 
P. ×tomentosa ·  
P. tremula (Ratelpopulier) · 
P. tremuloides (Amerikaanse ratelpopulier) · 
P. trichocarpa (Zwarte balsempopulier) · 
P. tristis · 
P. wilsonii (Wilsonpopulier) · 
P. yunnanensis · 
...